# 克利维奥
克利维奥（義大利語：Clivio），是意大利瓦雷泽省的一个市镇。总面积2平方公里，人口1963人，人口密度981.5人/平方公里（2009年）。国家统计（ISTAT）代码为012052。